# Vernon Rylands Parton
Vernon Rylands Parton, ne le 2 octobre 1897 et mort le 31 décembre 1974, est un écrivain britannique.
Il adorait les échecs et était un créateur de variantes du jeu d'échecs, inspirées notamment par l'œuvre de Lewis Carroll : son invention la plus connue était les échecs d'Alice. Il s'intéressa aussi aux échecs à trois dimensions.

## Biographie
Son père dirigeait la Cannock Chase High School (en), où Vernon VR Parton donna des cours dans diverses matières avant que des problèmes de santé l'éloignent de cette carrière.
Ses créations furent publiées 1961 à 1975.

## Les échecs d'Alice

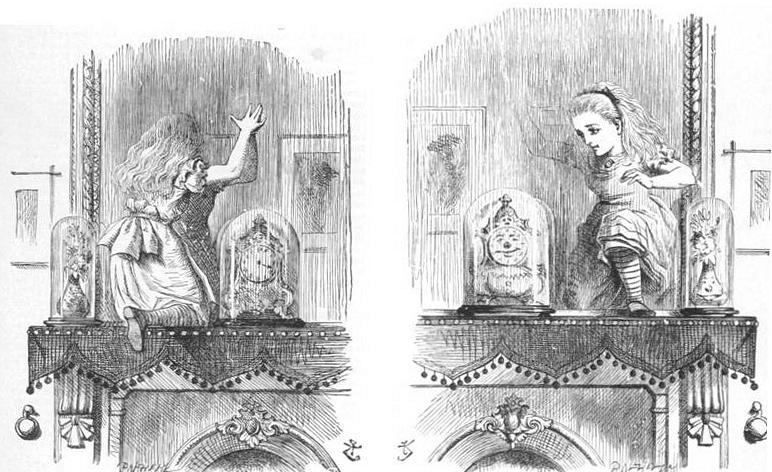
Alice traverse le miroir ; illustration de John Tenniel.

Les échecs d'Alice sont une variante du jeu d'échecs jouée en utilisant deux échiquiers au lieu d'un seul. Son nom est une référence au personnage de Lewis Carroll, Alice.
Au début de la partie, les pièces sont disposées à leur place habituelle sur l'un des deux échiquiers, le second échiquier étant vide. Les pièces se déplacent selon les règles habituelles du jeu d'échecs, mais, lorsqu'un coup est joué, la pièce déplacée passe « à travers le miroir » vers l'autre échiquier.

## Les échecs à trois fous

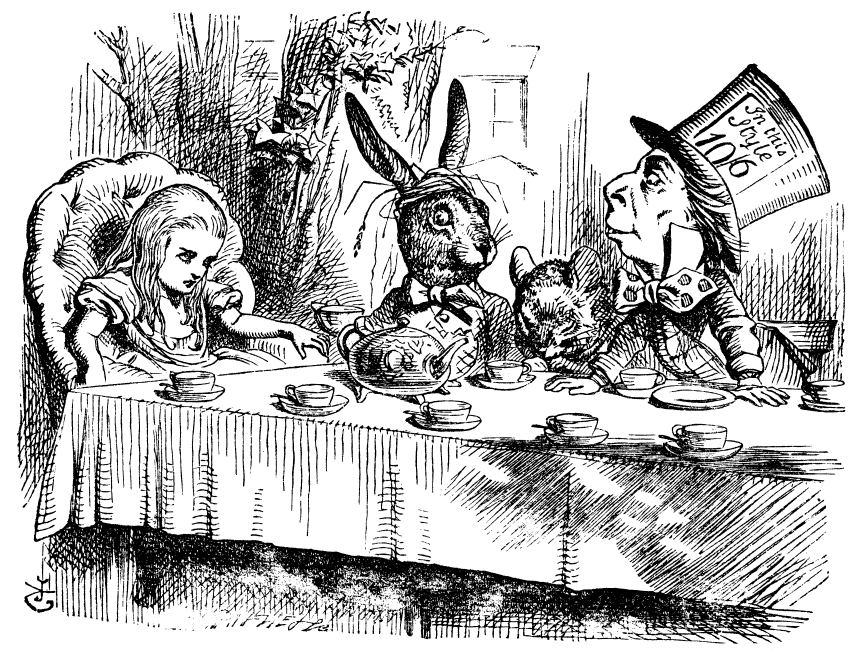
Une tea party du Chapelier fou ; illustration de John Tenniel

En anglais, cette variante est appelée Mad Threeparty chess, mad fait référence au Chapelier fou.
Cette partie d'échecs à trois joueurs se joue sur un échiquier de 10×10.
Chaque joueur a un roi en plus, mais pas de pion.
La partie commence sur un échiquier vide.

## Les échecs des Tweedle
Sur un échiquier de 10x10, chaque joueur a deux rois et deux dames, et peut gagner la partie en faisant échec à l'un ou l'autre roi.

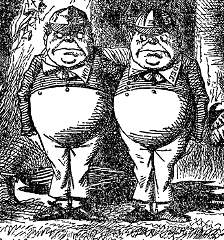
Tweedledum et Tweedledee; illustration de John Tenniel

## Course des rois
|   | a | b | c | d | e | f | g | h |   |
| 8 | Roi noir sur case blanche a2 · Tour noire sur case noire b2 · Fou noir sur case blanche c2 · Cavalier noir sur case noire d2 · Cavalier blanc sur case blanche e2 · Fou blanc sur case noire f2 · Tour blanche sur case blanche g2 · Roi blanc sur case noire h2 · Dame noire sur case noire a1 · Tour noire sur case blanche b1 · Fou noir sur case noire c1 · Cavalier noir sur case blanche d1 · Cavalier blanc sur case noire e1 · Fou blanc sur case blanche f1 · Tour blanche sur case noire g1 · Dame blanche sur case blanche h1 | Roi noir sur case blanche a2 · Tour noire sur case noire b2 · Fou noir sur case blanche c2 · Cavalier noir sur case noire d2 · Cavalier blanc sur case blanche e2 · Fou blanc sur case noire f2 · Tour blanche sur case blanche g2 · Roi blanc sur case noire h2 · Dame noire sur case noire a1 · Tour noire sur case blanche b1 · Fou noir sur case noire c1 · Cavalier noir sur case blanche d1 · Cavalier blanc sur case noire e1 · Fou blanc sur case blanche f1 · Tour blanche sur case noire g1 · Dame blanche sur case blanche h1 | Roi noir sur case blanche a2 · Tour noire sur case noire b2 · Fou noir sur case blanche c2 · Cavalier noir sur case noire d2 · Cavalier blanc sur case blanche e2 · Fou blanc sur case noire f2 · Tour blanche sur case blanche g2 · Roi blanc sur case noire h2 · Dame noire sur case noire a1 · Tour noire sur case blanche b1 · Fou noir sur case noire c1 · Cavalier noir sur case blanche d1 · Cavalier blanc sur case noire e1 · Fou blanc sur case blanche f1 · Tour blanche sur case noire g1 · Dame blanche sur case blanche h1 | Roi noir sur case blanche a2 · Tour noire sur case noire b2 · Fou noir sur case blanche c2 · Cavalier noir sur case noire d2 · Cavalier blanc sur case blanche e2 · Fou blanc sur case noire f2 · Tour blanche sur case blanche g2 · Roi blanc sur case noire h2 · Dame noire sur case noire a1 · Tour noire sur case blanche b1 · Fou noir sur case noire c1 · Cavalier noir sur case blanche d1 · Cavalier blanc sur case noire e1 · Fou blanc sur case blanche f1 · Tour blanche sur case noire g1 · Dame blanche sur case blanche h1 | Roi noir sur case blanche a2 · Tour noire sur case noire b2 · Fou noir sur case blanche c2 · Cavalier noir sur case noire d2 · Cavalier blanc sur case blanche e2 · Fou blanc sur case noire f2 · Tour blanche sur case blanche g2 · Roi blanc sur case noire h2 · Dame noire sur case noire a1 · Tour noire sur case blanche b1 · Fou noir sur case noire c1 · Cavalier noir sur case blanche d1 · Cavalier blanc sur case noire e1 · Fou blanc sur case blanche f1 · Tour blanche sur case noire g1 · Dame blanche sur case blanche h1 | Roi noir sur case blanche a2 · Tour noire sur case noire b2 · Fou noir sur case blanche c2 · Cavalier noir sur case noire d2 · Cavalier blanc sur case blanche e2 · Fou blanc sur case noire f2 · Tour blanche sur case blanche g2 · Roi blanc sur case noire h2 · Dame noire sur case noire a1 · Tour noire sur case blanche b1 · Fou noir sur case noire c1 · Cavalier noir sur case blanche d1 · Cavalier blanc sur case noire e1 · Fou blanc sur case blanche f1 · Tour blanche sur case noire g1 · Dame blanche sur case blanche h1 | Roi noir sur case blanche a2 · Tour noire sur case noire b2 · Fou noir sur case blanche c2 · Cavalier noir sur case noire d2 · Cavalier blanc sur case blanche e2 · Fou blanc sur case noire f2 · Tour blanche sur case blanche g2 · Roi blanc sur case noire h2 · Dame noire sur case noire a1 · Tour noire sur case blanche b1 · Fou noir sur case noire c1 · Cavalier noir sur case blanche d1 · Cavalier blanc sur case noire e1 · Fou blanc sur case blanche f1 · Tour blanche sur case noire g1 · Dame blanche sur case blanche h1 | Roi noir sur case blanche a2 · Tour noire sur case noire b2 · Fou noir sur case blanche c2 · Cavalier noir sur case noire d2 · Cavalier blanc sur case blanche e2 · Fou blanc sur case noire f2 · Tour blanche sur case blanche g2 · Roi blanc sur case noire h2 · Dame noire sur case noire a1 · Tour noire sur case blanche b1 · Fou noir sur case noire c1 · Cavalier noir sur case blanche d1 · Cavalier blanc sur case noire e1 · Fou blanc sur case blanche f1 · Tour blanche sur case noire g1 · Dame blanche sur case blanche h1 | 8 |
| 7 | Roi noir sur case blanche a2 · Tour noire sur case noire b2 · Fou noir sur case blanche c2 · Cavalier noir sur case noire d2 · Cavalier blanc sur case blanche e2 · Fou blanc sur case noire f2 · Tour blanche sur case blanche g2 · Roi blanc sur case noire h2 · Dame noire sur case noire a1 · Tour noire sur case blanche b1 · Fou noir sur case noire c1 · Cavalier noir sur case blanche d1 · Cavalier blanc sur case noire e1 · Fou blanc sur case blanche f1 · Tour blanche sur case noire g1 · Dame blanche sur case blanche h1 | Roi noir sur case blanche a2 · Tour noire sur case noire b2 · Fou noir sur case blanche c2 · Cavalier noir sur case noire d2 · Cavalier blanc sur case blanche e2 · Fou blanc sur case noire f2 · Tour blanche sur case blanche g2 · Roi blanc sur case noire h2 · Dame noire sur case noire a1 · Tour noire sur case blanche b1 · Fou noir sur case noire c1 · Cavalier noir sur case blanche d1 · Cavalier blanc sur case noire e1 · Fou blanc sur case blanche f1 · Tour blanche sur case noire g1 · Dame blanche sur case blanche h1 | Roi noir sur case blanche a2 · Tour noire sur case noire b2 · Fou noir sur case blanche c2 · Cavalier noir sur case noire d2 · Cavalier blanc sur case blanche e2 · Fou blanc sur case noire f2 · Tour blanche sur case blanche g2 · Roi blanc sur case noire h2 · Dame noire sur case noire a1 · Tour noire sur case blanche b1 · Fou noir sur case noire c1 · Cavalier noir sur case blanche d1 · Cavalier blanc sur case noire e1 · Fou blanc sur case blanche f1 · Tour blanche sur case noire g1 · Dame blanche sur case blanche h1 | Roi noir sur case blanche a2 · Tour noire sur case noire b2 · Fou noir sur case blanche c2 · Cavalier noir sur case noire d2 · Cavalier blanc sur case blanche e2 · Fou blanc sur case noire f2 · Tour blanche sur case blanche g2 · Roi blanc sur case noire h2 · Dame noire sur case noire a1 · Tour noire sur case blanche b1 · Fou noir sur case noire c1 · Cavalier noir sur case blanche d1 · Cavalier blanc sur case noire e1 · Fou blanc sur case blanche f1 · Tour blanche sur case noire g1 · Dame blanche sur case blanche h1 | Roi noir sur case blanche a2 · Tour noire sur case noire b2 · Fou noir sur case blanche c2 · Cavalier noir sur case noire d2 · Cavalier blanc sur case blanche e2 · Fou blanc sur case noire f2 · Tour blanche sur case blanche g2 · Roi blanc sur case noire h2 · Dame noire sur case noire a1 · Tour noire sur case blanche b1 · Fou noir sur case noire c1 · Cavalier noir sur case blanche d1 · Cavalier blanc sur case noire e1 · Fou blanc sur case blanche f1 · Tour blanche sur case noire g1 · Dame blanche sur case blanche h1 | Roi noir sur case blanche a2 · Tour noire sur case noire b2 · Fou noir sur case blanche c2 · Cavalier noir sur case noire d2 · Cavalier blanc sur case blanche e2 · Fou blanc sur case noire f2 · Tour blanche sur case blanche g2 · Roi blanc sur case noire h2 · Dame noire sur case noire a1 · Tour noire sur case blanche b1 · Fou noir sur case noire c1 · Cavalier noir sur case blanche d1 · Cavalier blanc sur case noire e1 · Fou blanc sur case blanche f1 · Tour blanche sur case noire g1 · Dame blanche sur case blanche h1 | Roi noir sur case blanche a2 · Tour noire sur case noire b2 · Fou noir sur case blanche c2 · Cavalier noir sur case noire d2 · Cavalier blanc sur case blanche e2 · Fou blanc sur case noire f2 · Tour blanche sur case blanche g2 · Roi blanc sur case noire h2 · Dame noire sur case noire a1 · Tour noire sur case blanche b1 · Fou noir sur case noire c1 · Cavalier noir sur case blanche d1 · Cavalier blanc sur case noire e1 · Fou blanc sur case blanche f1 · Tour blanche sur case noire g1 · Dame blanche sur case blanche h1 | Roi noir sur case blanche a2 · Tour noire sur case noire b2 · Fou noir sur case blanche c2 · Cavalier noir sur case noire d2 · Cavalier blanc sur case blanche e2 · Fou blanc sur case noire f2 · Tour blanche sur case blanche g2 · Roi blanc sur case noire h2 · Dame noire sur case noire a1 · Tour noire sur case blanche b1 · Fou noir sur case noire c1 · Cavalier noir sur case blanche d1 · Cavalier blanc sur case noire e1 · Fou blanc sur case blanche f1 · Tour blanche sur case noire g1 · Dame blanche sur case blanche h1 | 7 |
| 6 | Roi noir sur case blanche a2 · Tour noire sur case noire b2 · Fou noir sur case blanche c2 · Cavalier noir sur case noire d2 · Cavalier blanc sur case blanche e2 · Fou blanc sur case noire f2 · Tour blanche sur case blanche g2 · Roi blanc sur case noire h2 · Dame noire sur case noire a1 · Tour noire sur case blanche b1 · Fou noir sur case noire c1 · Cavalier noir sur case blanche d1 · Cavalier blanc sur case noire e1 · Fou blanc sur case blanche f1 · Tour blanche sur case noire g1 · Dame blanche sur case blanche h1 | Roi noir sur case blanche a2 · Tour noire sur case noire b2 · Fou noir sur case blanche c2 · Cavalier noir sur case noire d2 · Cavalier blanc sur case blanche e2 · Fou blanc sur case noire f2 · Tour blanche sur case blanche g2 · Roi blanc sur case noire h2 · Dame noire sur case noire a1 · Tour noire sur case blanche b1 · Fou noir sur case noire c1 · Cavalier noir sur case blanche d1 · Cavalier blanc sur case noire e1 · Fou blanc sur case blanche f1 · Tour blanche sur case noire g1 · Dame blanche sur case blanche h1 | Roi noir sur case blanche a2 · Tour noire sur case noire b2 · Fou noir sur case blanche c2 · Cavalier noir sur case noire d2 · Cavalier blanc sur case blanche e2 · Fou blanc sur case noire f2 · Tour blanche sur case blanche g2 · Roi blanc sur case noire h2 · Dame noire sur case noire a1 · Tour noire sur case blanche b1 · Fou noir sur case noire c1 · Cavalier noir sur case blanche d1 · Cavalier blanc sur case noire e1 · Fou blanc sur case blanche f1 · Tour blanche sur case noire g1 · Dame blanche sur case blanche h1 | Roi noir sur case blanche a2 · Tour noire sur case noire b2 · Fou noir sur case blanche c2 · Cavalier noir sur case noire d2 · Cavalier blanc sur case blanche e2 · Fou blanc sur case noire f2 · Tour blanche sur case blanche g2 · Roi blanc sur case noire h2 · Dame noire sur case noire a1 · Tour noire sur case blanche b1 · Fou noir sur case noire c1 · Cavalier noir sur case blanche d1 · Cavalier blanc sur case noire e1 · Fou blanc sur case blanche f1 · Tour blanche sur case noire g1 · Dame blanche sur case blanche h1 | Roi noir sur case blanche a2 · Tour noire sur case noire b2 · Fou noir sur case blanche c2 · Cavalier noir sur case noire d2 · Cavalier blanc sur case blanche e2 · Fou blanc sur case noire f2 · Tour blanche sur case blanche g2 · Roi blanc sur case noire h2 · Dame noire sur case noire a1 · Tour noire sur case blanche b1 · Fou noir sur case noire c1 · Cavalier noir sur case blanche d1 · Cavalier blanc sur case noire e1 · Fou blanc sur case blanche f1 · Tour blanche sur case noire g1 · Dame blanche sur case blanche h1 | Roi noir sur case blanche a2 · Tour noire sur case noire b2 · Fou noir sur case blanche c2 · Cavalier noir sur case noire d2 · Cavalier blanc sur case blanche e2 · Fou blanc sur case noire f2 · Tour blanche sur case blanche g2 · Roi blanc sur case noire h2 · Dame noire sur case noire a1 · Tour noire sur case blanche b1 · Fou noir sur case noire c1 · Cavalier noir sur case blanche d1 · Cavalier blanc sur case noire e1 · Fou blanc sur case blanche f1 · Tour blanche sur case noire g1 · Dame blanche sur case blanche h1 | Roi noir sur case blanche a2 · Tour noire sur case noire b2 · Fou noir sur case blanche c2 · Cavalier noir sur case noire d2 · Cavalier blanc sur case blanche e2 · Fou blanc sur case noire f2 · Tour blanche sur case blanche g2 · Roi blanc sur case noire h2 · Dame noire sur case noire a1 · Tour noire sur case blanche b1 · Fou noir sur case noire c1 · Cavalier noir sur case blanche d1 · Cavalier blanc sur case noire e1 · Fou blanc sur case blanche f1 · Tour blanche sur case noire g1 · Dame blanche sur case blanche h1 | Roi noir sur case blanche a2 · Tour noire sur case noire b2 · Fou noir sur case blanche c2 · Cavalier noir sur case noire d2 · Cavalier blanc sur case blanche e2 · Fou blanc sur case noire f2 · Tour blanche sur case blanche g2 · Roi blanc sur case noire h2 · Dame noire sur case noire a1 · Tour noire sur case blanche b1 · Fou noir sur case noire c1 · Cavalier noir sur case blanche d1 · Cavalier blanc sur case noire e1 · Fou blanc sur case blanche f1 · Tour blanche sur case noire g1 · Dame blanche sur case blanche h1 | 6 |
| 5 | Roi noir sur case blanche a2 · Tour noire sur case noire b2 · Fou noir sur case blanche c2 · Cavalier noir sur case noire d2 · Cavalier blanc sur case blanche e2 · Fou blanc sur case noire f2 · Tour blanche sur case blanche g2 · Roi blanc sur case noire h2 · Dame noire sur case noire a1 · Tour noire sur case blanche b1 · Fou noir sur case noire c1 · Cavalier noir sur case blanche d1 · Cavalier blanc sur case noire e1 · Fou blanc sur case blanche f1 · Tour blanche sur case noire g1 · Dame blanche sur case blanche h1 | Roi noir sur case blanche a2 · Tour noire sur case noire b2 · Fou noir sur case blanche c2 · Cavalier noir sur case noire d2 · Cavalier blanc sur case blanche e2 · Fou blanc sur case noire f2 · Tour blanche sur case blanche g2 · Roi blanc sur case noire h2 · Dame noire sur case noire a1 · Tour noire sur case blanche b1 · Fou noir sur case noire c1 · Cavalier noir sur case blanche d1 · Cavalier blanc sur case noire e1 · Fou blanc sur case blanche f1 · Tour blanche sur case noire g1 · Dame blanche sur case blanche h1 | Roi noir sur case blanche a2 · Tour noire sur case noire b2 · Fou noir sur case blanche c2 · Cavalier noir sur case noire d2 · Cavalier blanc sur case blanche e2 · Fou blanc sur case noire f2 · Tour blanche sur case blanche g2 · Roi blanc sur case noire h2 · Dame noire sur case noire a1 · Tour noire sur case blanche b1 · Fou noir sur case noire c1 · Cavalier noir sur case blanche d1 · Cavalier blanc sur case noire e1 · Fou blanc sur case blanche f1 · Tour blanche sur case noire g1 · Dame blanche sur case blanche h1 | Roi noir sur case blanche a2 · Tour noire sur case noire b2 · Fou noir sur case blanche c2 · Cavalier noir sur case noire d2 · Cavalier blanc sur case blanche e2 · Fou blanc sur case noire f2 · Tour blanche sur case blanche g2 · Roi blanc sur case noire h2 · Dame noire sur case noire a1 · Tour noire sur case blanche b1 · Fou noir sur case noire c1 · Cavalier noir sur case blanche d1 · Cavalier blanc sur case noire e1 · Fou blanc sur case blanche f1 · Tour blanche sur case noire g1 · Dame blanche sur case blanche h1 | Roi noir sur case blanche a2 · Tour noire sur case noire b2 · Fou noir sur case blanche c2 · Cavalier noir sur case noire d2 · Cavalier blanc sur case blanche e2 · Fou blanc sur case noire f2 · Tour blanche sur case blanche g2 · Roi blanc sur case noire h2 · Dame noire sur case noire a1 · Tour noire sur case blanche b1 · Fou noir sur case noire c1 · Cavalier noir sur case blanche d1 · Cavalier blanc sur case noire e1 · Fou blanc sur case blanche f1 · Tour blanche sur case noire g1 · Dame blanche sur case blanche h1 | Roi noir sur case blanche a2 · Tour noire sur case noire b2 · Fou noir sur case blanche c2 · Cavalier noir sur case noire d2 · Cavalier blanc sur case blanche e2 · Fou blanc sur case noire f2 · Tour blanche sur case blanche g2 · Roi blanc sur case noire h2 · Dame noire sur case noire a1 · Tour noire sur case blanche b1 · Fou noir sur case noire c1 · Cavalier noir sur case blanche d1 · Cavalier blanc sur case noire e1 · Fou blanc sur case blanche f1 · Tour blanche sur case noire g1 · Dame blanche sur case blanche h1 | Roi noir sur case blanche a2 · Tour noire sur case noire b2 · Fou noir sur case blanche c2 · Cavalier noir sur case noire d2 · Cavalier blanc sur case blanche e2 · Fou blanc sur case noire f2 · Tour blanche sur case blanche g2 · Roi blanc sur case noire h2 · Dame noire sur case noire a1 · Tour noire sur case blanche b1 · Fou noir sur case noire c1 · Cavalier noir sur case blanche d1 · Cavalier blanc sur case noire e1 · Fou blanc sur case blanche f1 · Tour blanche sur case noire g1 · Dame blanche sur case blanche h1 | Roi noir sur case blanche a2 · Tour noire sur case noire b2 · Fou noir sur case blanche c2 · Cavalier noir sur case noire d2 · Cavalier blanc sur case blanche e2 · Fou blanc sur case noire f2 · Tour blanche sur case blanche g2 · Roi blanc sur case noire h2 · Dame noire sur case noire a1 · Tour noire sur case blanche b1 · Fou noir sur case noire c1 · Cavalier noir sur case blanche d1 · Cavalier blanc sur case noire e1 · Fou blanc sur case blanche f1 · Tour blanche sur case noire g1 · Dame blanche sur case blanche h1 | 5 |
| 4 | Roi noir sur case blanche a2 · Tour noire sur case noire b2 · Fou noir sur case blanche c2 · Cavalier noir sur case noire d2 · Cavalier blanc sur case blanche e2 · Fou blanc sur case noire f2 · Tour blanche sur case blanche g2 · Roi blanc sur case noire h2 · Dame noire sur case noire a1 · Tour noire sur case blanche b1 · Fou noir sur case noire c1 · Cavalier noir sur case blanche d1 · Cavalier blanc sur case noire e1 · Fou blanc sur case blanche f1 · Tour blanche sur case noire g1 · Dame blanche sur case blanche h1 | Roi noir sur case blanche a2 · Tour noire sur case noire b2 · Fou noir sur case blanche c2 · Cavalier noir sur case noire d2 · Cavalier blanc sur case blanche e2 · Fou blanc sur case noire f2 · Tour blanche sur case blanche g2 · Roi blanc sur case noire h2 · Dame noire sur case noire a1 · Tour noire sur case blanche b1 · Fou noir sur case noire c1 · Cavalier noir sur case blanche d1 · Cavalier blanc sur case noire e1 · Fou blanc sur case blanche f1 · Tour blanche sur case noire g1 · Dame blanche sur case blanche h1 | Roi noir sur case blanche a2 · Tour noire sur case noire b2 · Fou noir sur case blanche c2 · Cavalier noir sur case noire d2 · Cavalier blanc sur case blanche e2 · Fou blanc sur case noire f2 · Tour blanche sur case blanche g2 · Roi blanc sur case noire h2 · Dame noire sur case noire a1 · Tour noire sur case blanche b1 · Fou noir sur case noire c1 · Cavalier noir sur case blanche d1 · Cavalier blanc sur case noire e1 · Fou blanc sur case blanche f1 · Tour blanche sur case noire g1 · Dame blanche sur case blanche h1 | Roi noir sur case blanche a2 · Tour noire sur case noire b2 · Fou noir sur case blanche c2 · Cavalier noir sur case noire d2 · Cavalier blanc sur case blanche e2 · Fou blanc sur case noire f2 · Tour blanche sur case blanche g2 · Roi blanc sur case noire h2 · Dame noire sur case noire a1 · Tour noire sur case blanche b1 · Fou noir sur case noire c1 · Cavalier noir sur case blanche d1 · Cavalier blanc sur case noire e1 · Fou blanc sur case blanche f1 · Tour blanche sur case noire g1 · Dame blanche sur case blanche h1 | Roi noir sur case blanche a2 · Tour noire sur case noire b2 · Fou noir sur case blanche c2 · Cavalier noir sur case noire d2 · Cavalier blanc sur case blanche e2 · Fou blanc sur case noire f2 · Tour blanche sur case blanche g2 · Roi blanc sur case noire h2 · Dame noire sur case noire a1 · Tour noire sur case blanche b1 · Fou noir sur case noire c1 · Cavalier noir sur case blanche d1 · Cavalier blanc sur case noire e1 · Fou blanc sur case blanche f1 · Tour blanche sur case noire g1 · Dame blanche sur case blanche h1 | Roi noir sur case blanche a2 · Tour noire sur case noire b2 · Fou noir sur case blanche c2 · Cavalier noir sur case noire d2 · Cavalier blanc sur case blanche e2 · Fou blanc sur case noire f2 · Tour blanche sur case blanche g2 · Roi blanc sur case noire h2 · Dame noire sur case noire a1 · Tour noire sur case blanche b1 · Fou noir sur case noire c1 · Cavalier noir sur case blanche d1 · Cavalier blanc sur case noire e1 · Fou blanc sur case blanche f1 · Tour blanche sur case noire g1 · Dame blanche sur case blanche h1 | Roi noir sur case blanche a2 · Tour noire sur case noire b2 · Fou noir sur case blanche c2 · Cavalier noir sur case noire d2 · Cavalier blanc sur case blanche e2 · Fou blanc sur case noire f2 · Tour blanche sur case blanche g2 · Roi blanc sur case noire h2 · Dame noire sur case noire a1 · Tour noire sur case blanche b1 · Fou noir sur case noire c1 · Cavalier noir sur case blanche d1 · Cavalier blanc sur case noire e1 · Fou blanc sur case blanche f1 · Tour blanche sur case noire g1 · Dame blanche sur case blanche h1 | Roi noir sur case blanche a2 · Tour noire sur case noire b2 · Fou noir sur case blanche c2 · Cavalier noir sur case noire d2 · Cavalier blanc sur case blanche e2 · Fou blanc sur case noire f2 · Tour blanche sur case blanche g2 · Roi blanc sur case noire h2 · Dame noire sur case noire a1 · Tour noire sur case blanche b1 · Fou noir sur case noire c1 · Cavalier noir sur case blanche d1 · Cavalier blanc sur case noire e1 · Fou blanc sur case blanche f1 · Tour blanche sur case noire g1 · Dame blanche sur case blanche h1 | 4 |
| 3 | Roi noir sur case blanche a2 · Tour noire sur case noire b2 · Fou noir sur case blanche c2 · Cavalier noir sur case noire d2 · Cavalier blanc sur case blanche e2 · Fou blanc sur case noire f2 · Tour blanche sur case blanche g2 · Roi blanc sur case noire h2 · Dame noire sur case noire a1 · Tour noire sur case blanche b1 · Fou noir sur case noire c1 · Cavalier noir sur case blanche d1 · Cavalier blanc sur case noire e1 · Fou blanc sur case blanche f1 · Tour blanche sur case noire g1 · Dame blanche sur case blanche h1 | Roi noir sur case blanche a2 · Tour noire sur case noire b2 · Fou noir sur case blanche c2 · Cavalier noir sur case noire d2 · Cavalier blanc sur case blanche e2 · Fou blanc sur case noire f2 · Tour blanche sur case blanche g2 · Roi blanc sur case noire h2 · Dame noire sur case noire a1 · Tour noire sur case blanche b1 · Fou noir sur case noire c1 · Cavalier noir sur case blanche d1 · Cavalier blanc sur case noire e1 · Fou blanc sur case blanche f1 · Tour blanche sur case noire g1 · Dame blanche sur case blanche h1 | Roi noir sur case blanche a2 · Tour noire sur case noire b2 · Fou noir sur case blanche c2 · Cavalier noir sur case noire d2 · Cavalier blanc sur case blanche e2 · Fou blanc sur case noire f2 · Tour blanche sur case blanche g2 · Roi blanc sur case noire h2 · Dame noire sur case noire a1 · Tour noire sur case blanche b1 · Fou noir sur case noire c1 · Cavalier noir sur case blanche d1 · Cavalier blanc sur case noire e1 · Fou blanc sur case blanche f1 · Tour blanche sur case noire g1 · Dame blanche sur case blanche h1 | Roi noir sur case blanche a2 · Tour noire sur case noire b2 · Fou noir sur case blanche c2 · Cavalier noir sur case noire d2 · Cavalier blanc sur case blanche e2 · Fou blanc sur case noire f2 · Tour blanche sur case blanche g2 · Roi blanc sur case noire h2 · Dame noire sur case noire a1 · Tour noire sur case blanche b1 · Fou noir sur case noire c1 · Cavalier noir sur case blanche d1 · Cavalier blanc sur case noire e1 · Fou blanc sur case blanche f1 · Tour blanche sur case noire g1 · Dame blanche sur case blanche h1 | Roi noir sur case blanche a2 · Tour noire sur case noire b2 · Fou noir sur case blanche c2 · Cavalier noir sur case noire d2 · Cavalier blanc sur case blanche e2 · Fou blanc sur case noire f2 · Tour blanche sur case blanche g2 · Roi blanc sur case noire h2 · Dame noire sur case noire a1 · Tour noire sur case blanche b1 · Fou noir sur case noire c1 · Cavalier noir sur case blanche d1 · Cavalier blanc sur case noire e1 · Fou blanc sur case blanche f1 · Tour blanche sur case noire g1 · Dame blanche sur case blanche h1 | Roi noir sur case blanche a2 · Tour noire sur case noire b2 · Fou noir sur case blanche c2 · Cavalier noir sur case noire d2 · Cavalier blanc sur case blanche e2 · Fou blanc sur case noire f2 · Tour blanche sur case blanche g2 · Roi blanc sur case noire h2 · Dame noire sur case noire a1 · Tour noire sur case blanche b1 · Fou noir sur case noire c1 · Cavalier noir sur case blanche d1 · Cavalier blanc sur case noire e1 · Fou blanc sur case blanche f1 · Tour blanche sur case noire g1 · Dame blanche sur case blanche h1 | Roi noir sur case blanche a2 · Tour noire sur case noire b2 · Fou noir sur case blanche c2 · Cavalier noir sur case noire d2 · Cavalier blanc sur case blanche e2 · Fou blanc sur case noire f2 · Tour blanche sur case blanche g2 · Roi blanc sur case noire h2 · Dame noire sur case noire a1 · Tour noire sur case blanche b1 · Fou noir sur case noire c1 · Cavalier noir sur case blanche d1 · Cavalier blanc sur case noire e1 · Fou blanc sur case blanche f1 · Tour blanche sur case noire g1 · Dame blanche sur case blanche h1 | Roi noir sur case blanche a2 · Tour noire sur case noire b2 · Fou noir sur case blanche c2 · Cavalier noir sur case noire d2 · Cavalier blanc sur case blanche e2 · Fou blanc sur case noire f2 · Tour blanche sur case blanche g2 · Roi blanc sur case noire h2 · Dame noire sur case noire a1 · Tour noire sur case blanche b1 · Fou noir sur case noire c1 · Cavalier noir sur case blanche d1 · Cavalier blanc sur case noire e1 · Fou blanc sur case blanche f1 · Tour blanche sur case noire g1 · Dame blanche sur case blanche h1 | 3 |
| 2 | Roi noir sur case blanche a2 · Tour noire sur case noire b2 · Fou noir sur case blanche c2 · Cavalier noir sur case noire d2 · Cavalier blanc sur case blanche e2 · Fou blanc sur case noire f2 · Tour blanche sur case blanche g2 · Roi blanc sur case noire h2 · Dame noire sur case noire a1 · Tour noire sur case blanche b1 · Fou noir sur case noire c1 · Cavalier noir sur case blanche d1 · Cavalier blanc sur case noire e1 · Fou blanc sur case blanche f1 · Tour blanche sur case noire g1 · Dame blanche sur case blanche h1 | Roi noir sur case blanche a2 · Tour noire sur case noire b2 · Fou noir sur case blanche c2 · Cavalier noir sur case noire d2 · Cavalier blanc sur case blanche e2 · Fou blanc sur case noire f2 · Tour blanche sur case blanche g2 · Roi blanc sur case noire h2 · Dame noire sur case noire a1 · Tour noire sur case blanche b1 · Fou noir sur case noire c1 · Cavalier noir sur case blanche d1 · Cavalier blanc sur case noire e1 · Fou blanc sur case blanche f1 · Tour blanche sur case noire g1 · Dame blanche sur case blanche h1 | Roi noir sur case blanche a2 · Tour noire sur case noire b2 · Fou noir sur case blanche c2 · Cavalier noir sur case noire d2 · Cavalier blanc sur case blanche e2 · Fou blanc sur case noire f2 · Tour blanche sur case blanche g2 · Roi blanc sur case noire h2 · Dame noire sur case noire a1 · Tour noire sur case blanche b1 · Fou noir sur case noire c1 · Cavalier noir sur case blanche d1 · Cavalier blanc sur case noire e1 · Fou blanc sur case blanche f1 · Tour blanche sur case noire g1 · Dame blanche sur case blanche h1 | Roi noir sur case blanche a2 · Tour noire sur case noire b2 · Fou noir sur case blanche c2 · Cavalier noir sur case noire d2 · Cavalier blanc sur case blanche e2 · Fou blanc sur case noire f2 · Tour blanche sur case blanche g2 · Roi blanc sur case noire h2 · Dame noire sur case noire a1 · Tour noire sur case blanche b1 · Fou noir sur case noire c1 · Cavalier noir sur case blanche d1 · Cavalier blanc sur case noire e1 · Fou blanc sur case blanche f1 · Tour blanche sur case noire g1 · Dame blanche sur case blanche h1 | Roi noir sur case blanche a2 · Tour noire sur case noire b2 · Fou noir sur case blanche c2 · Cavalier noir sur case noire d2 · Cavalier blanc sur case blanche e2 · Fou blanc sur case noire f2 · Tour blanche sur case blanche g2 · Roi blanc sur case noire h2 · Dame noire sur case noire a1 · Tour noire sur case blanche b1 · Fou noir sur case noire c1 · Cavalier noir sur case blanche d1 · Cavalier blanc sur case noire e1 · Fou blanc sur case blanche f1 · Tour blanche sur case noire g1 · Dame blanche sur case blanche h1 | Roi noir sur case blanche a2 · Tour noire sur case noire b2 · Fou noir sur case blanche c2 · Cavalier noir sur case noire d2 · Cavalier blanc sur case blanche e2 · Fou blanc sur case noire f2 · Tour blanche sur case blanche g2 · Roi blanc sur case noire h2 · Dame noire sur case noire a1 · Tour noire sur case blanche b1 · Fou noir sur case noire c1 · Cavalier noir sur case blanche d1 · Cavalier blanc sur case noire e1 · Fou blanc sur case blanche f1 · Tour blanche sur case noire g1 · Dame blanche sur case blanche h1 | Roi noir sur case blanche a2 · Tour noire sur case noire b2 · Fou noir sur case blanche c2 · Cavalier noir sur case noire d2 · Cavalier blanc sur case blanche e2 · Fou blanc sur case noire f2 · Tour blanche sur case blanche g2 · Roi blanc sur case noire h2 · Dame noire sur case noire a1 · Tour noire sur case blanche b1 · Fou noir sur case noire c1 · Cavalier noir sur case blanche d1 · Cavalier blanc sur case noire e1 · Fou blanc sur case blanche f1 · Tour blanche sur case noire g1 · Dame blanche sur case blanche h1 | Roi noir sur case blanche a2 · Tour noire sur case noire b2 · Fou noir sur case blanche c2 · Cavalier noir sur case noire d2 · Cavalier blanc sur case blanche e2 · Fou blanc sur case noire f2 · Tour blanche sur case blanche g2 · Roi blanc sur case noire h2 · Dame noire sur case noire a1 · Tour noire sur case blanche b1 · Fou noir sur case noire c1 · Cavalier noir sur case blanche d1 · Cavalier blanc sur case noire e1 · Fou blanc sur case blanche f1 · Tour blanche sur case noire g1 · Dame blanche sur case blanche h1 | 2 |
| 1 | Roi noir sur case blanche a2 · Tour noire sur case noire b2 · Fou noir sur case blanche c2 · Cavalier noir sur case noire d2 · Cavalier blanc sur case blanche e2 · Fou blanc sur case noire f2 · Tour blanche sur case blanche g2 · Roi blanc sur case noire h2 · Dame noire sur case noire a1 · Tour noire sur case blanche b1 · Fou noir sur case noire c1 · Cavalier noir sur case blanche d1 · Cavalier blanc sur case noire e1 · Fou blanc sur case blanche f1 · Tour blanche sur case noire g1 · Dame blanche sur case blanche h1 | Roi noir sur case blanche a2 · Tour noire sur case noire b2 · Fou noir sur case blanche c2 · Cavalier noir sur case noire d2 · Cavalier blanc sur case blanche e2 · Fou blanc sur case noire f2 · Tour blanche sur case blanche g2 · Roi blanc sur case noire h2 · Dame noire sur case noire a1 · Tour noire sur case blanche b1 · Fou noir sur case noire c1 · Cavalier noir sur case blanche d1 · Cavalier blanc sur case noire e1 · Fou blanc sur case blanche f1 · Tour blanche sur case noire g1 · Dame blanche sur case blanche h1 | Roi noir sur case blanche a2 · Tour noire sur case noire b2 · Fou noir sur case blanche c2 · Cavalier noir sur case noire d2 · Cavalier blanc sur case blanche e2 · Fou blanc sur case noire f2 · Tour blanche sur case blanche g2 · Roi blanc sur case noire h2 · Dame noire sur case noire a1 · Tour noire sur case blanche b1 · Fou noir sur case noire c1 · Cavalier noir sur case blanche d1 · Cavalier blanc sur case noire e1 · Fou blanc sur case blanche f1 · Tour blanche sur case noire g1 · Dame blanche sur case blanche h1 | Roi noir sur case blanche a2 · Tour noire sur case noire b2 · Fou noir sur case blanche c2 · Cavalier noir sur case noire d2 · Cavalier blanc sur case blanche e2 · Fou blanc sur case noire f2 · Tour blanche sur case blanche g2 · Roi blanc sur case noire h2 · Dame noire sur case noire a1 · Tour noire sur case blanche b1 · Fou noir sur case noire c1 · Cavalier noir sur case blanche d1 · Cavalier blanc sur case noire e1 · Fou blanc sur case blanche f1 · Tour blanche sur case noire g1 · Dame blanche sur case blanche h1 | Roi noir sur case blanche a2 · Tour noire sur case noire b2 · Fou noir sur case blanche c2 · Cavalier noir sur case noire d2 · Cavalier blanc sur case blanche e2 · Fou blanc sur case noire f2 · Tour blanche sur case blanche g2 · Roi blanc sur case noire h2 · Dame noire sur case noire a1 · Tour noire sur case blanche b1 · Fou noir sur case noire c1 · Cavalier noir sur case blanche d1 · Cavalier blanc sur case noire e1 · Fou blanc sur case blanche f1 · Tour blanche sur case noire g1 · Dame blanche sur case blanche h1 | Roi noir sur case blanche a2 · Tour noire sur case noire b2 · Fou noir sur case blanche c2 · Cavalier noir sur case noire d2 · Cavalier blanc sur case blanche e2 · Fou blanc sur case noire f2 · Tour blanche sur case blanche g2 · Roi blanc sur case noire h2 · Dame noire sur case noire a1 · Tour noire sur case blanche b1 · Fou noir sur case noire c1 · Cavalier noir sur case blanche d1 · Cavalier blanc sur case noire e1 · Fou blanc sur case blanche f1 · Tour blanche sur case noire g1 · Dame blanche sur case blanche h1 | Roi noir sur case blanche a2 · Tour noire sur case noire b2 · Fou noir sur case blanche c2 · Cavalier noir sur case noire d2 · Cavalier blanc sur case blanche e2 · Fou blanc sur case noire f2 · Tour blanche sur case blanche g2 · Roi blanc sur case noire h2 · Dame noire sur case noire a1 · Tour noire sur case blanche b1 · Fou noir sur case noire c1 · Cavalier noir sur case blanche d1 · Cavalier blanc sur case noire e1 · Fou blanc sur case blanche f1 · Tour blanche sur case noire g1 · Dame blanche sur case blanche h1 | Roi noir sur case blanche a2 · Tour noire sur case noire b2 · Fou noir sur case blanche c2 · Cavalier noir sur case noire d2 · Cavalier blanc sur case blanche e2 · Fou blanc sur case noire f2 · Tour blanche sur case blanche g2 · Roi blanc sur case noire h2 · Dame noire sur case noire a1 · Tour noire sur case blanche b1 · Fou noir sur case noire c1 · Cavalier noir sur case blanche d1 · Cavalier blanc sur case noire e1 · Fou blanc sur case blanche f1 · Tour blanche sur case noire g1 · Dame blanche sur case blanche h1 | 1 |
|   | a | b | c | d | e | f | g | h |   |

Les rois doivent se déplacer  jusqu’à la 8è rangée (la mise en échec  d’un roi est interdite).

## Les échecs du Lièvre de mars
À chaque tour, chaque joueur joue deux fois : il joue d'abord une de ses pièces, puis l'une de son adversaire.

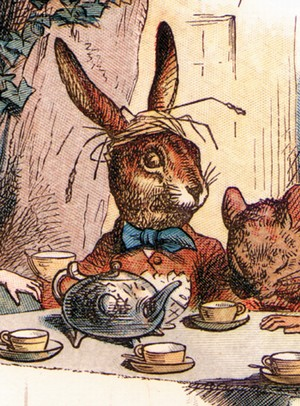
le Lièvre de mars, illustration de John Tenniel

## Les échecs du chat du Cheshire
Chaque case qui a été occupée disparaît et ne peut plus être occupée. En revanche, elle peut être prise en compte pour les déplacements.

## Les échecs co-royaux
Dans cette variante, la dame peut aussi être mise en échecs.

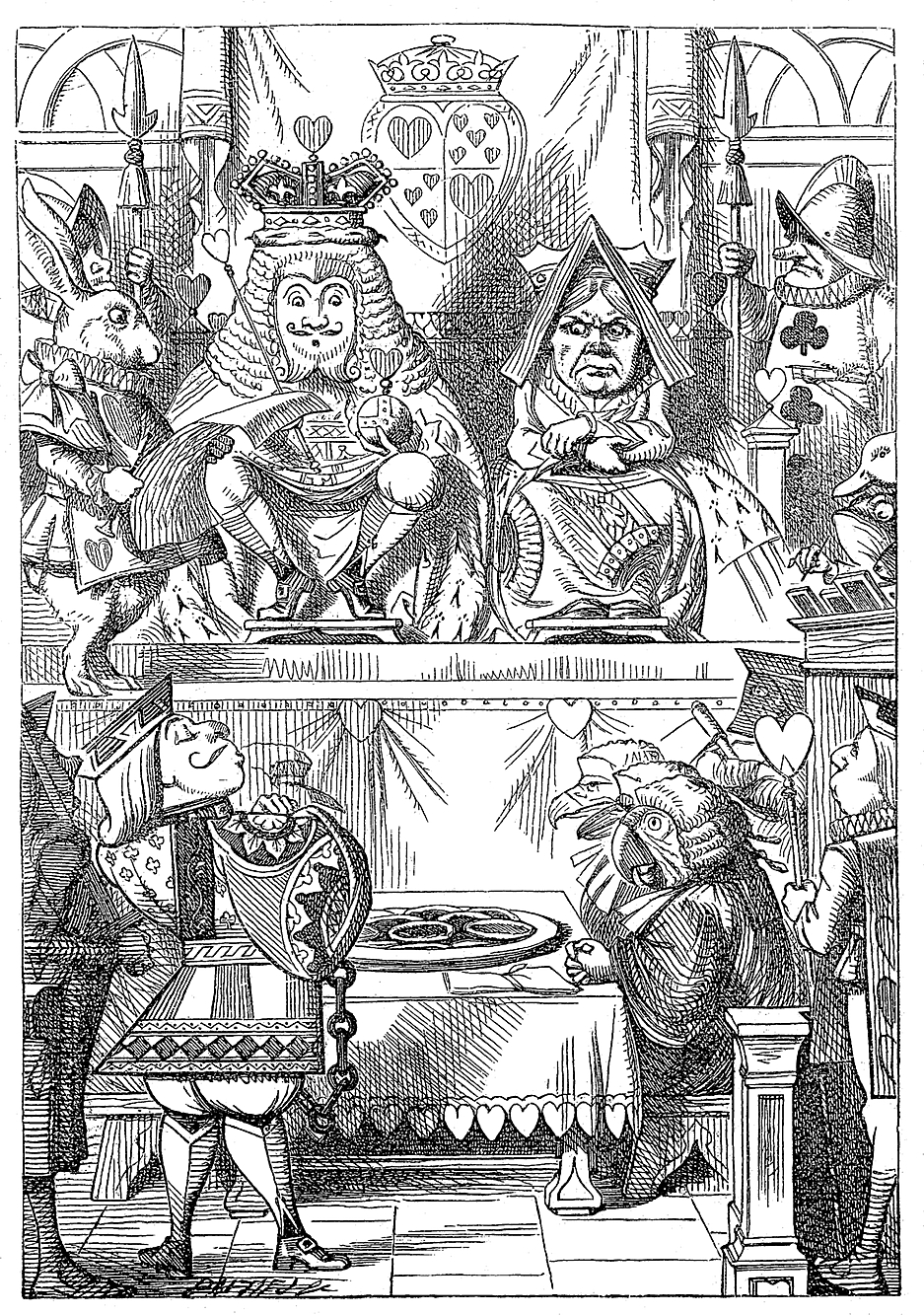
Une Reine de cœur souvent mécontente. Illustration by Sir John Tenniel

- (en) Cet article est partiellement ou en totalité issu de l’article de Wikipédia en anglais intitulé « V. R. Parton » (voir la liste des auteurs).